# 空襲警報
空襲警報（くうしゅうけいほう）とは、戦争において敵軍航空機による空襲を市民に知らせ、被害が出ないようにより安全な場所への退避を促す目的で発令される警報である。発令された場合には市民は防空壕への避難などを行うことになる。

## 日本

### 第二次世界大戦期の警報
第二次世界大戦（日華事変・大東亜戦争・太平洋戦争）期の大日本帝國では、1937年（昭和12年）に本土防空における民間防衛に関する法律「防空法」（昭和12年法律第47号）が制定され、同年の防空法施行令（昭和12年勅令第549号）で空襲警報の基本規定が置かれた。

防空法施行令第7条では、「航空機ノ来襲ノ虞アル場合」に発令される「警戒警報」と、より切迫した「航空機ノ来襲ノ危険アル場合」に発令される「空襲警報」の2段階で警報が発せられる仕組みになっており、「防空警報」と総称した。当該地域を担当する帝國陸海軍の指揮官、即ち陸軍であれば防衛司令官および師団長ないしは要塞司令官、海軍なら鎮守府司令長官もしくは要港部司令官といったレベルの者が警報を発令する権限を有した。一般市民に対しては警戒警報発令時には灯火管制の実施、空襲警報に移行した場合は速やかな防空壕への避難をするように指示され、また防衛召集により待命中の軍人に対しては警戒警報のサイレンが鳴った時点で召集令状が交付されたものとみなして配置に就くことが義務付けられていた。

しかし、空襲を探知するレーダーや聴音機の絶対数の不足、各地に設けられた軍民双方の対空監視哨(目視にて敵機を監視する見張り台)と司令部間の通信設備の不備などの問題から、大東亜戦争後期の日本本土空襲では必ずしもうまく機能しなかった。

戦時中の日本では空襲警報を国民に広報する手段としては、比較的普及していたAMラジオが活用された。当時は電波による放送自体が公共放送局であるNHKの完全独占であり、事実上の国営放送として伝達の役割を担った。

空襲警報放送は警戒警報、防空警報共に定型化された放送内容を2度繰り返しアナウンサーが読み上げる形式で、最初に大きなブザー音が鳴り響いた後に『○○県 警戒警報』、防空警報の場合は『○○軍情報』(または軍管区情報)とまず読み上げられ、どこの軍管区から提供された何の情報かが明確に通知された上で、『○○時○○分、敵の編隊(または梯団)○○機は、△△(地名)を経て××(方角)へ進んでおります』『○○時○○分ごろ、△△(地名)へ来るものと思われます』『△△(地名)の高射砲が斉射を行いますから、注意して下さい』など、軍事知識の乏しい国民でも理解しやすい比較的平易な短文(東部軍管区では文語体であったが、中部軍管区では口語体が用いられた)で構成された警報文が読み上げられた。周波数はNHKのR1と同一であり、緊急時には一般の放送に割り込む形で空襲警報放送が挿入され、警報放送内でもその旨の断りが読み上げられているが、後に本土空襲が激化すると軍司令部内にアナウンサーが24時間常駐して空襲警報放送を行う体制となった。
防空壕などへ避難中の国民はラジオ受信機から逐一流れてくる空襲警報放送に注視する事で、現時点で何が起きていて、それに対して帝國陸海軍がどのような対応を行っているかが伝わる仕組みになっており、時として軍内部でも通信手段に乏しい場所で勤務する将兵達は、空襲警報放送を通じて全体の戦況把握を行う事があったという。
これらの空襲警報放送は軍の管理下に置かれていた事情もあってNHKでは録音がされておらず（若しくは終戦と共に廃棄された可能性がある）、戦後長きに渡って現存する音源は存在しないものとされていた。その為、戦後に製作されたテレビドラマや映画などでは、当時の文書記録や市民の証言などを元に製作された再現放送を使用していた。しかし2013年、戦時中に兵庫県住吉村（現在の神戸市東灘区）の旧制中学に通い戦後は熊本市に在住していた男性が、吹込盤にて密かに録音していた戦時中のラジオ放送をNHK大阪放送局に寄贈していたことが判明。その中に1945年（昭和20年）2月4日昼の神戸へのB-29編隊の空襲と、同年2月18日夜に大阪に単独機が飛来した際に中部軍司令部より発令された空襲警報放送が含まれており、大阪局が放送した「中部軍管区情報」の音源としてNHKアーカイブスに資料登録された。2016年現在、これが日本国内に現存する唯一の音源となっている。この空襲警報放送は2014年および2015年の終戦の日のNHK R1『ラジオ深夜便』にて『残された「空襲警報」～録音盤は語る～』の題名にて放送された。
第42代内閣総理大臣鈴木貫太郎率いる帝國政府がポツダム宣言を受諾して、大東亜戦争が終結した後の1945年（昭和20年）8月21日、内務省防空総本部は翌22日午前零時をもって防空実施を終止する命令を発し、日本における第二次世界大戦時の空襲警報は終了した。

### 戦時下の警報と興行
1942年（昭和17年）5月16日、東京府（現・東京都）では警視庁とプロスポーツ団体の大日本相撲協会・日本競馬会（現・日本中央競馬会）・日本野球連盟（現・NPB日本野球機構）および映画館や劇場を運営する興行者団体との間で、警報発令時の行動や入場券の取り扱いなどについて申し合わせが行われた。申し合わせでは、警戒警報発令時には原則として興行は中止しないが空襲警報が発令された際には観客を退避、場外へ誘導させること、入場券は興行前に中止した興行を開始した日から有効、興行開始後5/10の時間が経過した後に中止した場合は無効（払い戻しせず）といったルールが定められた。

実際の適用例では、1943年（昭和18年）の大相撲春場所では警戒警報下でも開催されたが、同年5月の夏場所では5日目（5月13日）に警戒警報が発令されて中止された。同日、東京市小石川区の後楽園球場（現・東京ドーム）で行われる予定だった職業野球(プロ野球)も警戒警報が解除されるまで中止を決め、東京府北多摩郡府中町の東京競馬場で行われる予定だった公認競馬（日本競馬会主催）も中止、順延が発表されている。

大東亜戦争終結後80年近くが過ぎた現在でもこの名残があり、日本競馬会の後身の日本中央競馬会が主催する中央競馬では1日に施行するべきレースの半分を終える前に中止が決まった場合は翌日以降に続行競馬として残りのレースを施行、半分を終えた後に中止が決まった時は残りのレースは重賞競走ないしクラシック競走のトライアルなど一部の例外を除き原則取りやめになる。

### 第二次世界大戦後の警報
朝鮮動乱（韓国名6･25韓国戦争、北朝鮮名祖国解放戦争）勃発直後には、福岡県と長崎県の大都市に対して空襲警報が発令されたこともあった。
朝鮮休戦後の日本では、有事に備えた議論がタブー視されたこともあって、民間防衛用の警報システムは長らく不十分な状況が続き、ベレンコ中尉亡命事件では防空網を完全突破された。1990年代頃より北朝鮮によるミサイル発射実験が脅威視されるようになったことなどから、国民保護の議論が本格化し、全国瞬時警報システム（2004年着手）、武力攻撃事態を告知するサイレン（外部リンク参照）の制定などのシステム整備が進められ、2010年代以降北朝鮮ミサイルの本州・北海道通過が頻発、実際に運用されることとなった。
なお、航空自衛隊内部では、3段階の防空状態が設定されており、防空警報を赤（通称アップルジャック）、警戒警報を黄（通称レモンジュース）、警報解除を白（スノーマン）と呼んでいるが、それぞれの警報の正確な段階については不明とされている。ただし、これらの防空警報を適時に国民に伝達する手段については検討課題とされている。